# Juhász Károly (színművész)
Juhász Károly (Budapest, 1963. február 22. –) magyar színész.

## Életpályája
Színészként diplomázott a Színház- és Filmművészeti Főiskolán 1988-ban, Kerényi Imre osztályában. Pályáját a Szegedi Nemzeti Színházban kezdte. 1989-től a Ruszt József vezette Független Színpad tagja volt. 1994-től szabadfoglalkozású színművész. 2003-tól a Veszprémi Petőfi Színházban játszott. Szinkronszínészként is a népszerű művészek közé tartozik.

## Fontosabb színházi szerepei
- Háy Gyula: Mohács... V. Károly
- Anton Pavlovics Csehov: Három nővér... Szoljonij
- William Shakespeare: Rómeó és Júlia... Benvolio
- William Shakespeare: III. Richárd... Lord Rivers, a királyné bátyja
- Katona Imre – Ruszt József: Passió... Jézus
- Shalom An-Ski: Dybuk... Dybuk
- Madách Imre: Az ember tragédiája... Ádám; Plátó; Tankréd
- Vörösmarty Mihály: Csongor és Tünde... ördög
- Molière: Tartuffe... Valér
- Csokonai Vitéz Mihály: Az özvegy Karnyóné s két szeleburdiak... Kuruzs, egy személyben doctor, borbély, alchimista, kéznéző chiromantista, zsibvásáros, drótvonó, poéta, kosárkötő
- Szalkay Antal – Chudy József: Pikkó herceg és Jutka Perzsi... Buksi
- Németh Ákos: Müller táncosai... Menedzser
- Dale Wasserman – Mitch Leigh – Joe Darion: La Mancha lovagja... Az inkvizició századosa
- Molnár Ferenc: Az üvegcipő... Házmester
- Urbán Gyula: Minden egér szereti a sajtot... Szürke egér apa
- Fred Ebb – Joseph Stein – John Harold Kander: Zorba... Lukasz, rendőr
- Neil Simon: Furcsa pár... Roy

## Filmek, tv
- Shakespeare: Rómeó és Júlia (színházi előadás tv-felvétele) (1991)
- Kisváros (sorozat) Orvosi eset című rész (2000) ... Tímár Lajos
- Szeress most! (sorozat) Kórház című rész (2005) ... Orvos
- Hacktion: Újratöltve (sorozat) Online öngyilkosok című rész (2012) ... Lajos
- Bátrak földje (2020) ... Főispán